# Heiligkreuzkirche von Hattula

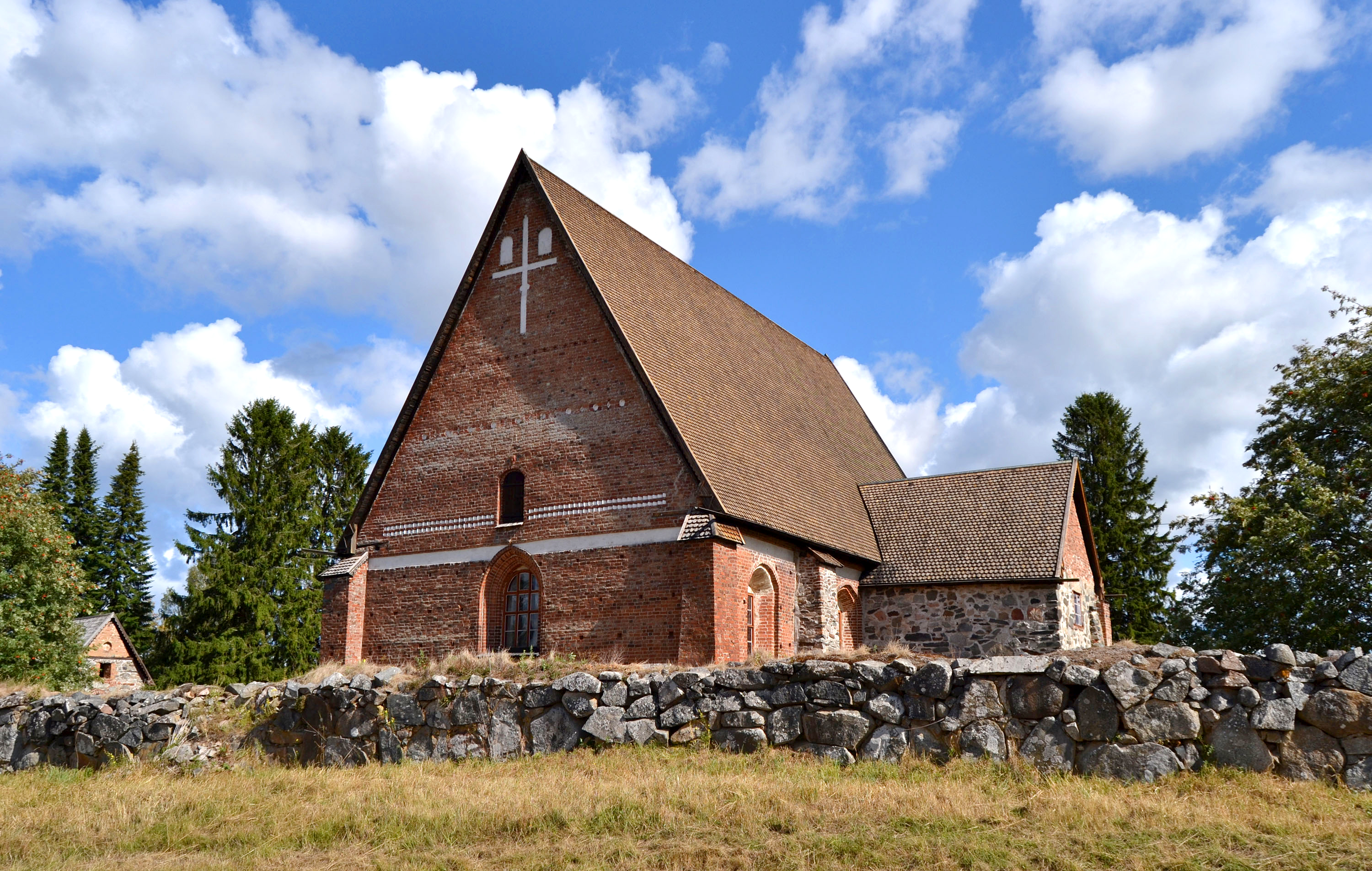
Heiligkreuzkirche

Die evangelisch-lutherische Heiligkreuzkirche von Hattula (finnisch Pyhän Ristin kirkko) liegt 13 Kilometer nördlich von Hämeenlinna (schwedisch Tavastehus) in Häme im Süden Finnlands nahe der Stelle, wo sich die Straßen vom gut 100 Kilometer entfernten Helsinki nach Tampere und von Turku nach Lahti kreuzen. In der Nähe liegt die Burg von Hämeenlinna.
Die „Kirche vom Heiligen Kreuz“ stammt aus dem 14. Jahrhundert, gehört wie die Kirche von Taivassalo zu den Heiligkreuzkirchen (finnisch Pyhän Ristin kirkko) Finnlands und war vor der Reformation ein katholischer Wallfahrtsort. Sie wurde aus Backstein gebaut und ist somit neben dem Dom von Turku die einzige erhaltene mittelalterliche Backsteinkirche Finnlands. 
Wie die Kirche in Taivassalo ist die von Hattula kunsthistorisch wegen ihrer Fresken aus dem 16. Jahrhundert bedeutend. Die Gemälde wurden nach der Reformation ausnahmsweise nicht übermalt, sondern blieben erhalten. 

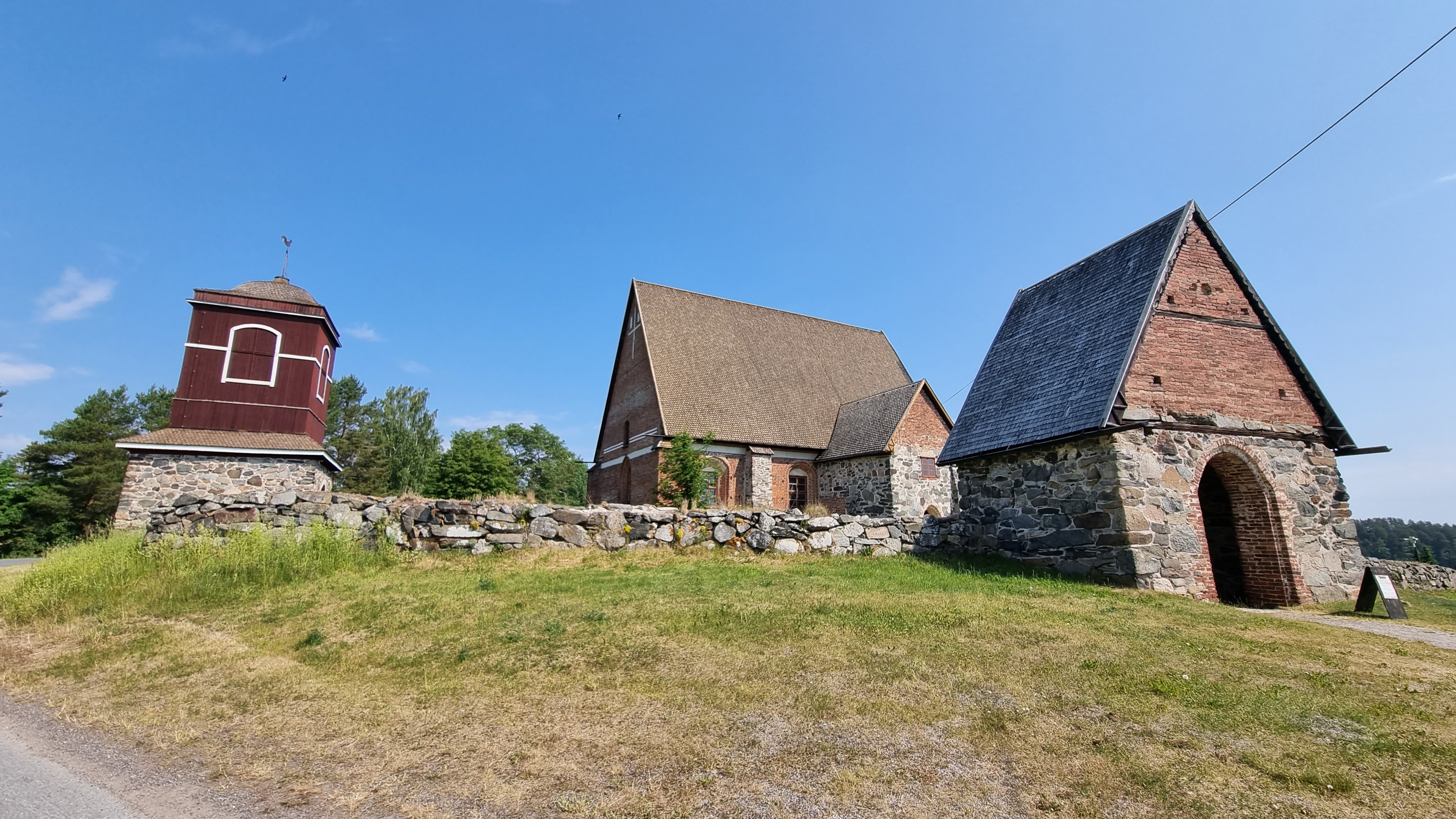
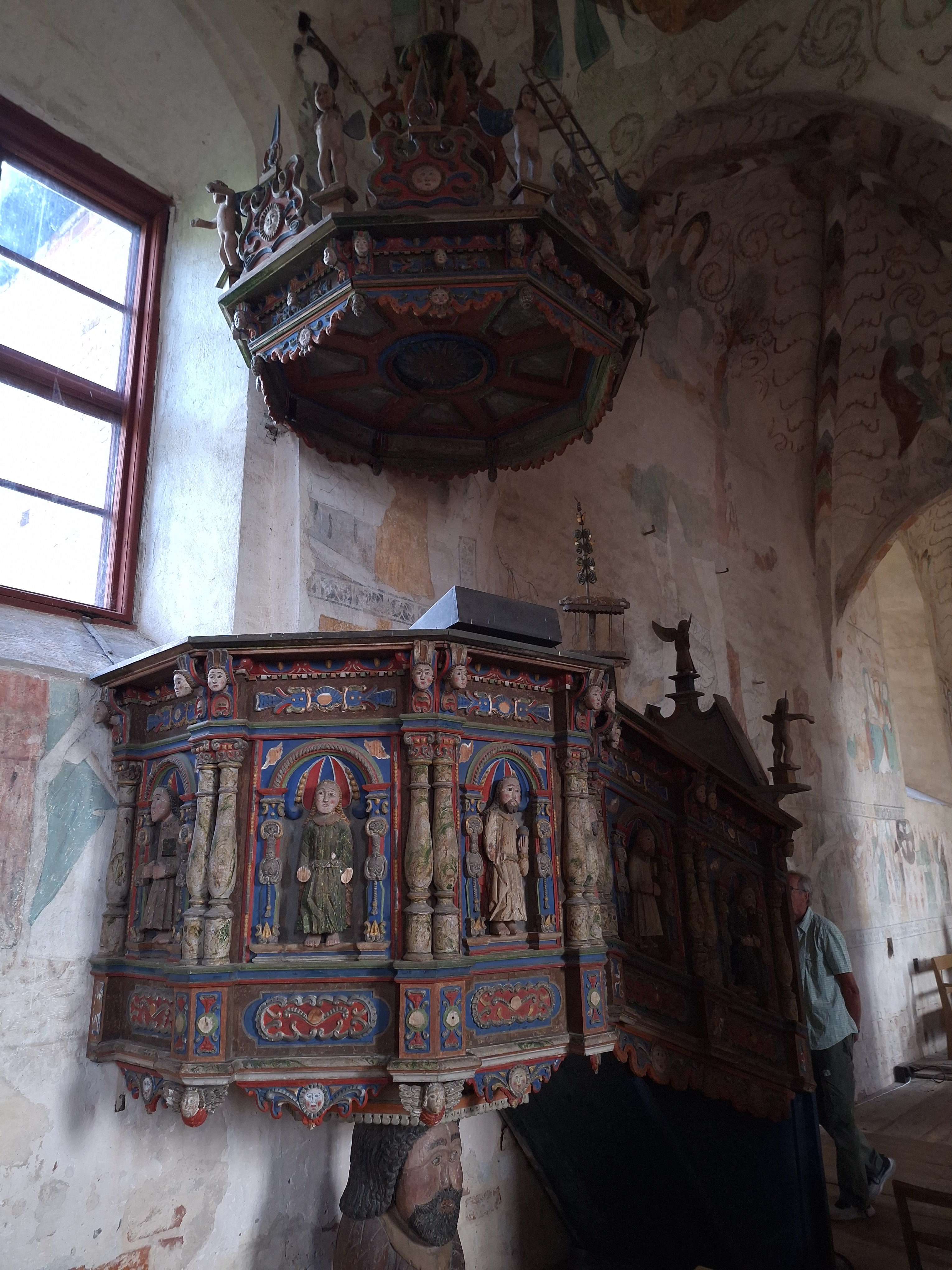
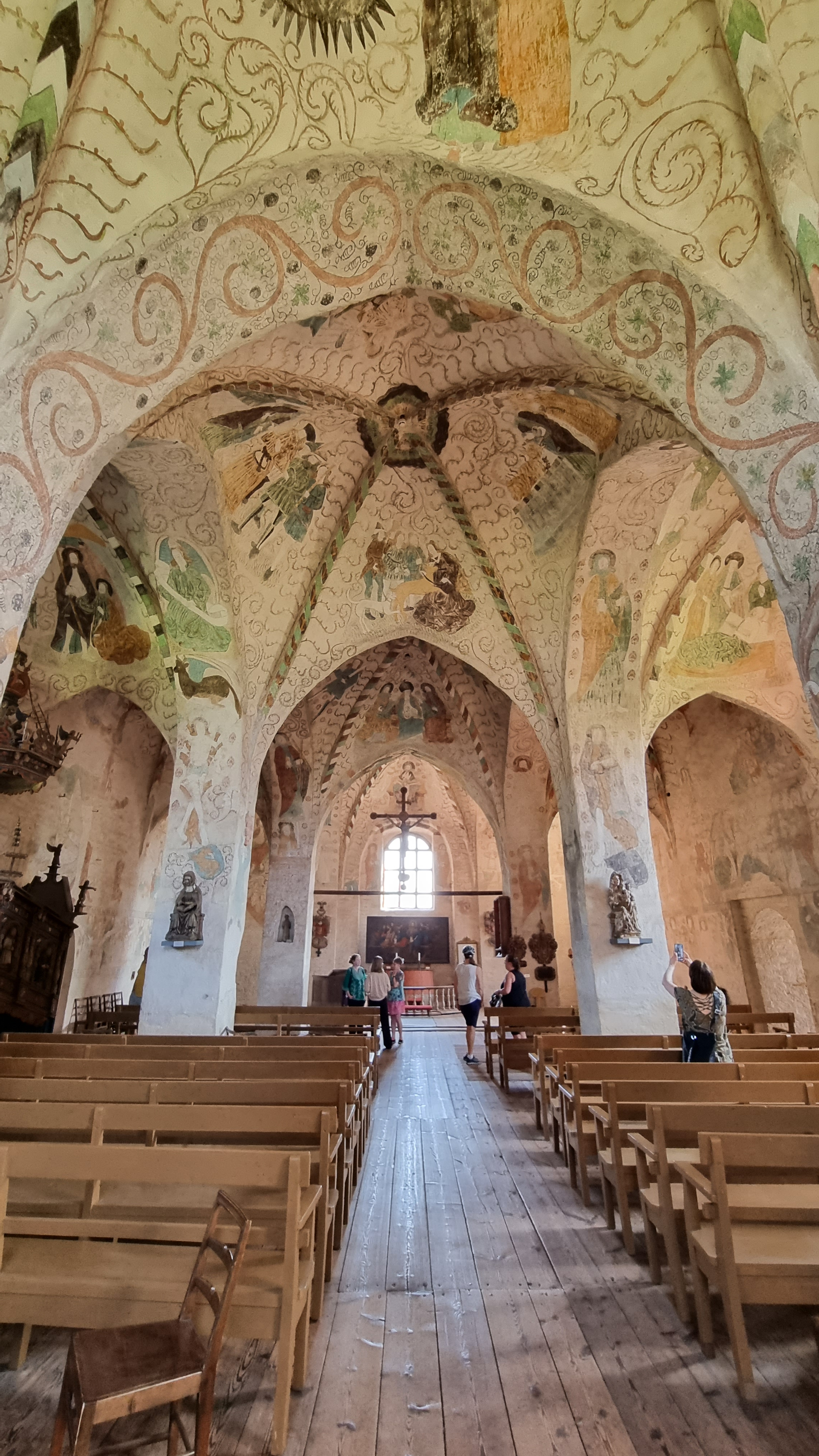
Innenraum
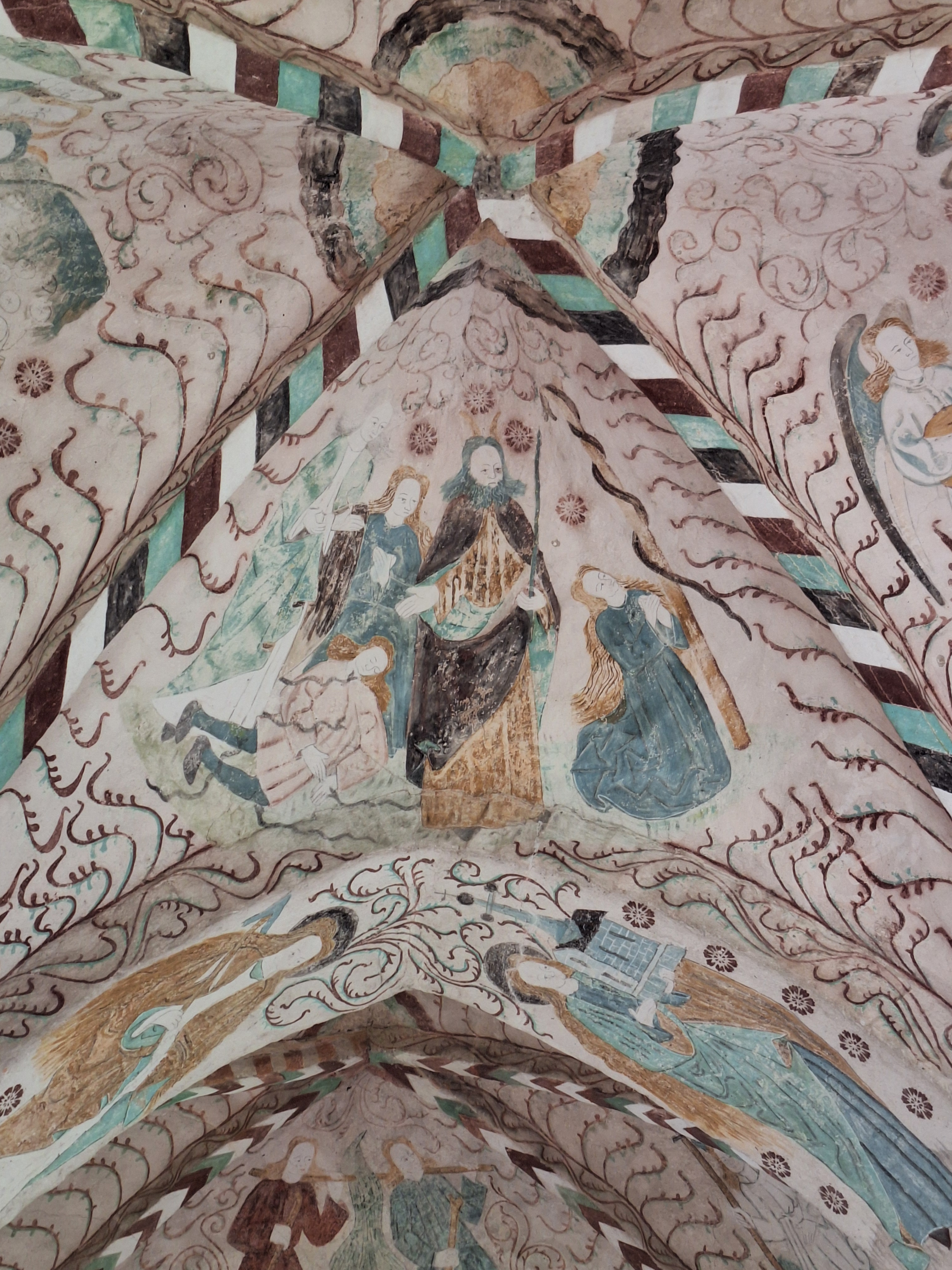
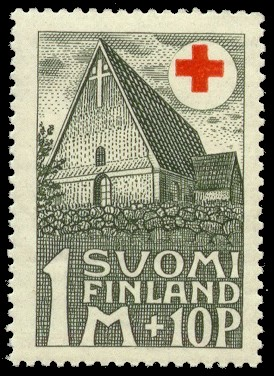
1931 als Briefmarkenmotiv